# Johann David Köhler
Johann David Köhler (Colditz, 1684. január 18. – Göttingen, 1755. március 10.) német történész, numizmatikus, heraldikus. A neve előfordul Köler alakban is.

## Élete
A szászországi Colditzban született. Az apja diakónus volt. A meiseni hercegi iskolában tanult, majd 1703-tól a wittenbergi egyetemen teológiát kezdett hallgatni, de nem értett egyet a lutheránus ortodoxia elöljáróival, ezért tanulmányait filológiai és történettudományi tanulmányokkal folytatta. Konrad Samuel Schurzfleisch felügyelete alatt ókortudománnyal foglalkozott és 1704-ben magiszteri címet szerzett. Mivel a nagy északi háború Wittenberget is érintette, elhagyta a várost és a Straßburgi Egyetemre ment. Közben más egyetemvárosokat is felkeresett. Többek között 1707-ben az altdorfi egyetemen jogot adott elő. Kapcsolatba került Daniel Wilhelm Mollerrel, minek hatására numizmatikával kezdett foglalkozni és az altdorfi egyetemen rendes professzori állást ajánlottak fel neki, de ezt nem fogadta el.
Ezt követően a nagy északi háború befejezésekor fordítóként szolgált a svéd bizottságnál és a Béccsel folytatott levelezést intézte. Regensburgon át Zweibrückenbe érkezett, ahol genealógiával kezdett foglalkozni. 1710-ben Altdorfban megkapta a logika professzorának állását, melyet 1711-ben foglalt el. Ezt 1714-ben a történettudomány professzori állásával cserélte fel, ahol széles körű szakirodalmi tevékenységet fejtett ki és 1737-ben a Leopoldina Német Természettudományos Akadémia tagja lett. Több egyetemre is meghívták. 1735-ben elfogadta az újonnan alapított Göttingeni Egyetem történészprofesszori állását, melyet húsz éven át, haláláig töltött be.

## Munkássága
Elsősorban a történeti segédtudományok terén alkotott maradandót. Fő kutatási területe a római érmék, az ókori fegyverek és a genealógia volt. Az altdorfi egyetemen rövid ideig könyvtárosaként is szolgált és hozzájárult a korai könyvtártudomány fejlődéséhez. Konyvtárosként három műve bír nagy jelentőséggel: Syllogie aliquot Scriptorum de bene ordinanda et ornanda Bibliotheca (1728); Hochverdiente und aus bewährten Urkunden wohlbeglaubte Ehren-Rettung Johann Guttenbergs, eingebohrnen Bürgers in Mayntz (1741); Anweisung für reisende Gelerte, Bibliothecken, Münz-Cabinette, Antiquitäten-Zimmer, Bilder-Sale, Naturalien- und Kunst-Kammern, u.d.m mit Nutzen zubesehen (1762). A Syllogie a korabeli fő történeti művek vizsgálatával és a történészek szerepével foglalkozik; a Hochverdiente... Urkunden Gutenberg elsőségét védelmezi a könyvnyomzazás feltalálását illetően; legfontosabb műve ebben a témakörben az Anweisung.
Köhler kiadott egy tudományos folyóiratot is a római érmékről és a numizmatikáról is. Ez az egyik első ilyen kiadványsorozat ezen a területen. Kapcsolatban állt Hieronymus Pez, melki bencés szerzetessel és a morvaországi Societas incognitorum levelező tagja volt. Főműve a 22 kötetes numizmatikai műve, a Historische Münzbelustigungen. Számos "programot" és cikket adott ki, elsősorban a német történelem köréből. Kiadóként működott közre Marquard Freher „Directorium historicum“, Jacob Wilhelm Imhoff „Noticia Procerum“ és más szerzők műveinek megjelentetésénél. Munkásságát fia, Johann Tobias Köhler folytatta, aki a göttingeni egyetem professzora lett.
1734-ben a Johann Siebmacher-féle címergyűjtemény új kiadásának munkatársa volt, melynek az előszavát írta és három pótköteténél is közreműködött. A vonalkázás feltalálójának Petra Sanctával szemben de la Colombière-t tartotta, Gatterer az ő Programma de auctoribus incisurarum című művét ajánlja, ha valaki meg akarja ismerni a színjelölési módszerek kialakulását.

## Művei
- Orbis terrarum in nuce, sive Compendium historiae civilis chronologicum in sculptura memporiali
- Genealogische Geschichte der Herren und Grafen von Wolfstein, 1726
- Bequemer Schul- und Reise-Atlas. Nürnberg: Christoph Weigel, 1719
- Anleitung zu der verbesserten neuen Geographie, vornemlich zum Gebrauch der Weigelschen Landcharten. Nürnberg: Christoph Weigel, 1724
- Kurze und gründliche Anleitung zu der alten und mittleren Geographie. Nürnberg: Christoph Weigel, 1730